# Microxestoleberis rostrata
Microxestoleberis rostrata is een mosselkreeftjessoort uit de familie van de Xestoleberididae. De wetenschappelijke naam van de soort is voor het eerst geldig gepubliceerd in 1936 door Klie.